# Joep Mommersteeg

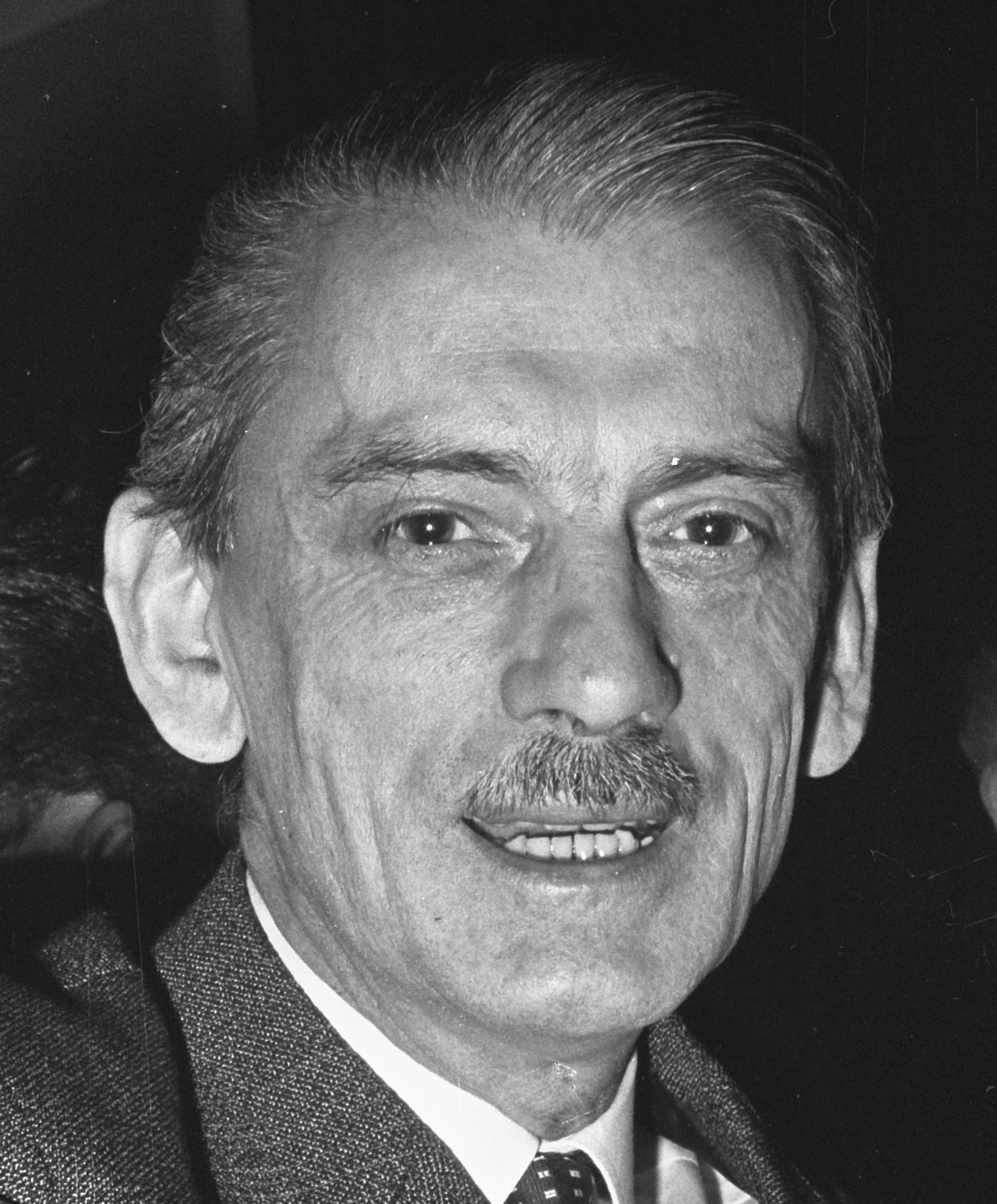
Joep Mommersteeg (1967)

Joseph „Joep“ Antonius Mommersteeg (* 6. März 1917 in ’s-Hertogenbosch, Provinz Noord-Brabant; † 21. September 1991 in Amsterdam) war ein niederländischer Politiker der Katholieke Volkspartij (KVP) sowie danach des Christen-Democratisch Appèl (CDA), der unter anderem zwischen 1963 und 1973 Mitglied der Zweiten Kammer der Generalstaaten war und ferner von 1971 und 1973 ein vom Parlament ernanntes Mitglied des Europäischen Parlaments. Er fungierte zwischen 1973 und seinem krankheitsbedingten Rücktritt 1974 im Kabinett Den Uyl als Staatssekretär im Verteidigungsministerium und war von 1976 bis 1982 mit einer kurzen Unterbrechung wieder Mitglied der Zweiten Kammer. Innerhalb der CDA-Fraktion nahm er bei sensiblen Themen wie zur Apartheid in Südafrika und Kernwaffen oft eine gemäßigte Position ein. Zuletzt war er von 1982 bis 1984 wieder Mitglied des Europäischen Parlaments.

## Leben

### Zweiter Weltkrieg, Verlagsdirektor und Mitglied der Zweiten Kammer

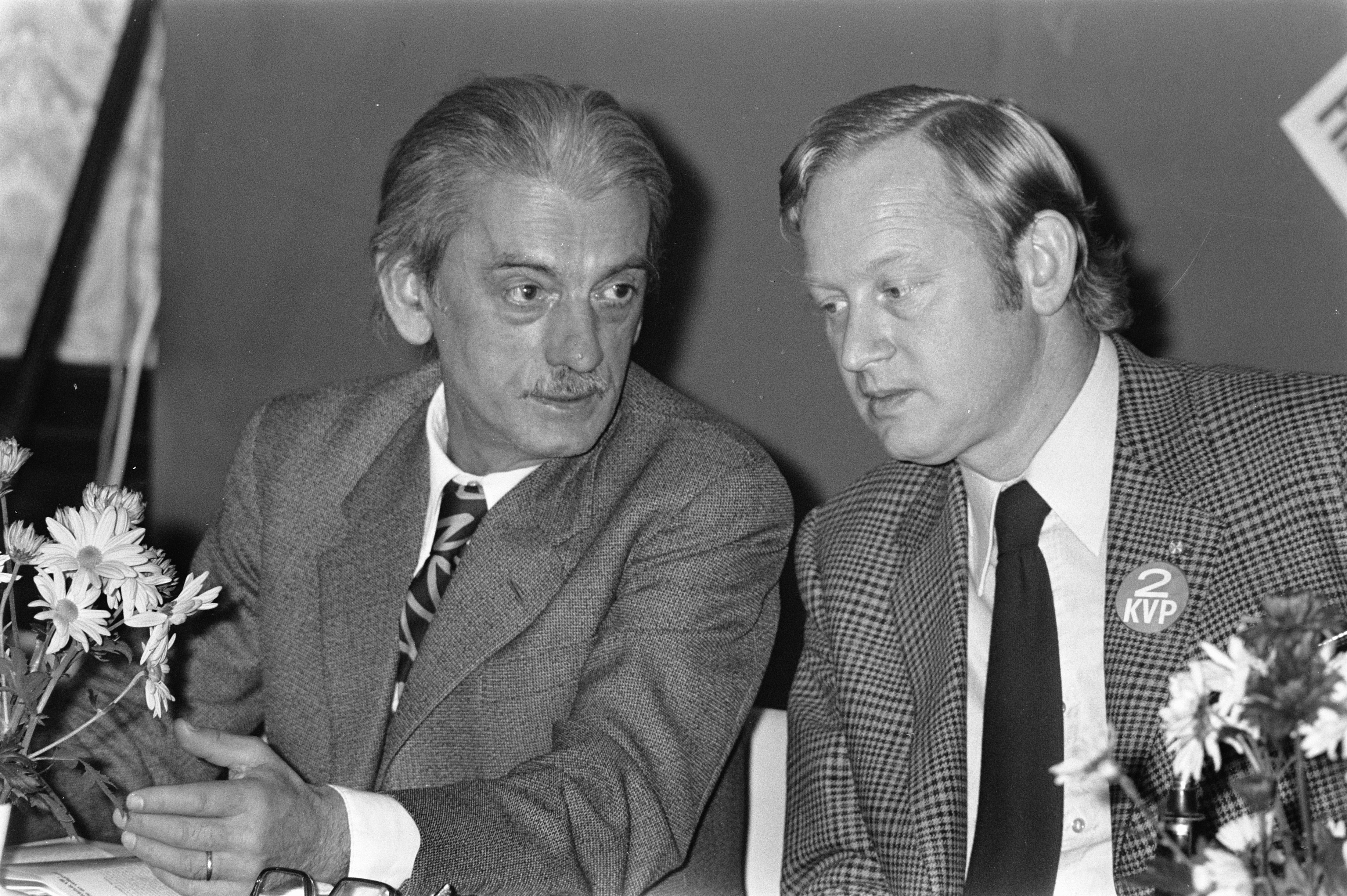
Mommersteeg im Gespräch mit dem Parteiführer und Vorsitzenden der Fraktion der Katholieke Volkspartij Frans Andriessen (21. November 1972).

Joseph „Joep“ Antonius Mommersteeg, der aus einer Brabanter katholischen Familie stammte, trat während des Zweiten Weltkrieges zur Zeit der deutschen Besetzung 1940 in die faschistische Nationale Front (Nationaal Front) ein. Er distanzierte sich aber bald von dieser, als Arnold Meijer die Bildung einer niederländischen Legion forderte, um an der Seite der deutschen Wehrmacht gegen die sowjetische Rote Armee zu kämpfen. Daraufhin engagierte er sich in den folgenden Jahren im niederländischen Widerstand sowie in der Hilfe für jüdische Untergetauchte und war 1942 auch in der Betreuung jüdischer Kinder in Utrecht tätig. Nach Kriegsende war er wischen 1945 und 1969 stellvertretender Direktor des Verlages N.V. Internationale Uitgeversmaatschappij Systemen Keesing, der das Archiv der Gegenwart herausgab. 
Am 5. Juni 1963 wurde er für die Katholieke Volkspartij (KVP) erstmals Mitglied der Zweiten Kammer der Generalstaaten (Tweede Kamer der Staten-Generaal), des Unterhauses des Parlaments (Generalstaaten), und gehörte dieser bis zum 11. Mai 1973 an. Er war über viele Jahre außenpolitischer Sprecher der KVP-Fraktion und als solcher ein kritischer Beobachter des langjährigen Außenministers Joseph Luns. Er unterstützte 1967/1968 die christlichen Radikalen in der KVP, blieb dieser aber treu. Bereits im Februar 1970 war er neben Wil Albeda, Wilhelm Friedrich de Gaay Fortman, Dries van Agt und Piet Steenkamp Mitunterzeichner eines offenen Briefes an die Parteivorstände von KVP, Anti-Revolutionaire Partij (ARP) und Christelijk-Historische Unie (CHU), um zu einer fortschrittlichen christdemokratischen Partei zu gelangen.

### Ernanntes Mitglied des Europaparlaments und Staatssekretär
Während dieser Zeit war Mommersteeg ferner vom 22. September 1971 bis zum 11. Mai 1973 ein vom Parlament ernanntes Mitglied des Europäischen Parlaments. Darüber hinaus bekleidete er zwischen dem 29. September 1971 und dem 11. Mai 1973 die Funktion als Vorsitzender des Ständigen Ausschusses der Zweiten Kammer für Entwicklungszusammenarbeit (Vaste commissie voor Ontwikkelingssamenwerking).
Am 11. Mai 1973 wurde Joep Mommersteeg im Kabinett Den Uyl Staatssekretär im Verteidigungsministerium (Staatssecretaris van Defensie) und war als solcher bis zu seinem krankheitsbedingten Rücktritt zehn Monate später am 1. März 1974 zuständig für die Angelegenheiten der Personalbereitstellung, Personalführung, Personalpolitik und Personalbetreuung des freiwilligen und dienstpflichtigen Militärs und des Zivilpersonals, für Angelegenheiten der psychiatrischen und medizinischen Versorgung, der Aus- und Weiterbildung in der Bundeswehr und für Angelegenheiten der Kriegsdienstverweigerer aus Gewissensgründen sowie der Wehr- und Abfindungen. Während seiner Amtszeit als Staatssekretär kam es am 1. August 1973 zur Abschaffung der (Melde-)Begrüßungspflicht für Wehrpflichtige. Sein Nachfolger als Staatssekretär wurde am 11. März 1974 der bisherige Vizechef des Stabes der Königlich Niederländische Armee für Personal, Brigadegeneral Cees van Lent. 

### Wiederwahl in die Zweite Kammer und Mitglied des Europäischen Parlaments

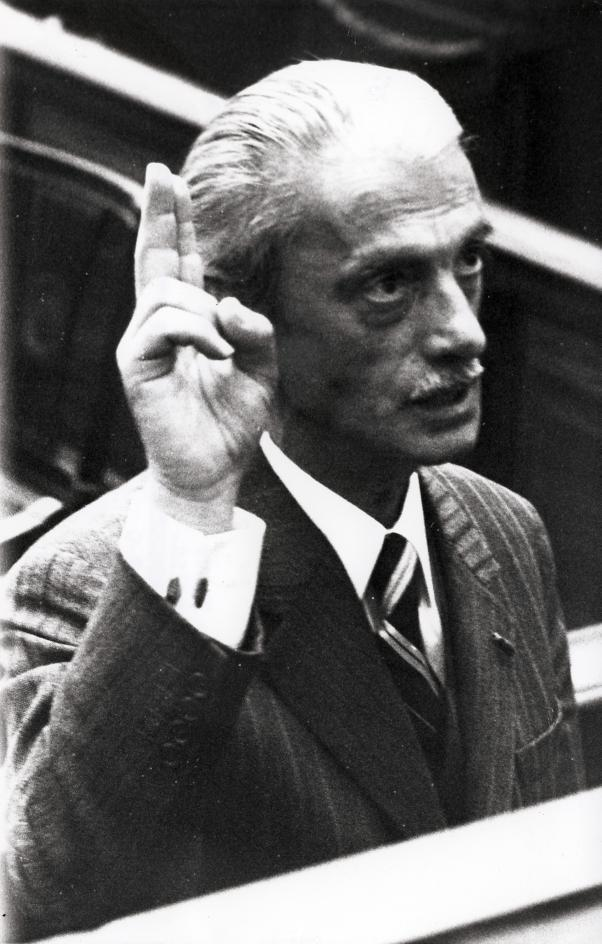
Mommersteeg bei der Vereidigung als Mitglied der Zweiten Kammer (18. Mai 1976).

Nach seiner Genesung kehrte Joep Mommersteeg in die Politik zurück und war zunächst zwischen dem 13. März 1975 und Januar 1978 Vorsitzender des Staatskommission für die Personalvorsorge der Streitkräfte (Staatscommissie van advies inzake de personeelsvoorziening voor de krijgsmacht). Am 18. Mai 1976 wurde er für die KVP auch wieder Mitglied der Zweiten Kammer der Generalstaaten, der er zunächst bis zum 8. Juni 1977 angehörte. Er war vom 21. Dezember 1976 bis 4. April 1978 Vorsitzender des Sonderausschusses der Zweiten Kammer für das Memorandum über internationale Kulturbeziehungen (bijzondere commissie voor de Nota Internationale Culturele betrekkingen).
Er wurde am 22. Dezember 1977 erneut Mitglied der Zweiten Kammer der Generalstaaten und gehörte dieser nunmehr bis zum 1. April 1982 an. Nach dem Zusammenschluss seiner Katholieke Volkspartij (KVP) mit der Anti-Revolutionaire Partij (ARP) und der Christelijk-Historische Unie (CHU) wurde er am 11. Oktober 1980 Mitglied des daraus hervorgegangenen Christen-Democratisch Appèl (CDA). Im August 1981 war er einer von sechzehn CDA-Parteimitgliedern, die nur deshalb gegen den Entwurf eines Koalitionsvertrags zwischen CDA, Partij van de Arbeid (PvdA) und Democraten 66 (D66) stimmten, weil Parteichef Van Agt bei Annahme zurücktreten würde.
Am 18. Januar 1982 wurde Mommersteeg für den CDA wiederum Mitglied des Europäischen Parlaments und gehörte diesem bis zum 24. Juli 1984 an. Während dieser Zeit schloss er sich der Fraktion der Europäischen Volkspartei (Christdemokraten) (EVP) an und war zudem vom 21. Januar 1982 bis zum 23. Juli 1984 Mitglied des Ausschusses für Außenwirtschaftsbeziehungen. Bei der Europawahl 1984 verzichtete er auf eine erneute Kandidatur und war zwischen 1986 und 1990 noch Mitglied des UN-Menschenrechtsausschusses.